# شهناز (گروه موسیقی)
گروه موسیقی شهناز گروهی هستند شامل خوانندگان و نوازندگان ایرانی که در زمینه موسیقی سنتی فعال هستند. بنیان‌گذار این گروه، محمدرضا شجریان بود که در سال ۱۳۸۷ آن را تشکیل داد. گروه شهناز متشکل از نوازندگان جوان است. محمدرضا شجریان و مژگان شجریان از خانواده شجریان در این گروه هستند. مجید درخشانی سرپرستی نوازندگان را بر عهده دارد. این گروه موسیقی سنتی تا به حال چندین بار در کشورهای مختلف کنسرت برگزار کرده‌است. یکی از ویژگی‌های گروه شهناز در این است که از سازهای ابداعی محمدرضا شجریان در کنسرت‌های این گروه استفاده می‌شود.

## دربارهٔ گروه شهناز

### نام
نام این گروه از نام جلیل شهناز گرفته شده‌است. وی از بزرگ‌ترین و سرشناس‌ترین نوازندگان تار سدهٔ اخیر در ایران است.

### اعضا
- محمدرضا شجریان: خواننده، بنیان‌گذار گروه
- مجید درخشانی: نوازنده تار، آهنگساز و سرپرست گروه
- مژگان شجریان: خواننده، نوازنده سه‌تار
- رامین صفایی: نوازنده سنتور
- محمدرضا ابراهیمی: نوازنده بربط
- شاهو عندلیبی: نوازنده نی
- رادمان توکلی: نوازنده تار
- حمید قنبری: نوازنده تمبک
- سینا جهان‌آبادی: نوازنده کمانچه
- حسین رضایی‌نیا: نوازنده دف و دایره
- حامد افشاری: نوازنده قیچک باس و شهنواز (ساز جدید محمدرضا شجریان)
- مهدی امینی: نوازنده رباب
- مهرداد ناصحی: نوازنده قیچک آلتو و صراحی (ساز جدید محمدرضا شجریان)
- سپیده خداوردی : نوازنده شهبانگ (ساز جدید  محمدرضا شجریان)
- کاوه معتمدیان دهکردی: نوازنده کمانچه و سبو
- شیما شاه‌محمدی
- مهرداد صفایی
- سحر ابراهیم: نوازنده قانون
- نگار خارکن: نوازنده کمانچه و صراحی
- جمشید صفرزاده: نوازنده تندر و بم‌ساز (ساز جدید محمدرضا شجریان که یک نوع سنتور محسوب می‌شود.)
- سامان صمیمی: نوازنده کمانچه
- داریوش آذر: نوازنده شهبانگ (ساز جدید محمدرضا شجریان)

### آثار
- رندان مست (آلبوم صوتی انتشار یافته توسط شرکت دل‌آواز)
- مرغ خوش‌خوان (آلبوم صوتی انتشار یافته توسط شرکت دل‌آواز)
- کنسرت محمدرضا شجریان و گروه شهناز (رندان مست و مرغ خوش خوان) (آلبوم تصویری مربوط به اجرای زنده آلبوم‌های رندان مست و مرغ خوش‌خوان در تهران در سال ۱۳۸۷ با حضور استاد محمدرضا لطفی در جمع بینندگان - انتشار یافته توسط شرکت دل‌آواز)
- کنسرت محمدرضا شجریان و گروه شهناز در لندن (به صورت رسمی منتخب آن توسط بی‌بی‌سی پخش شده)
- کنسرت محمدرضا شجریان و گروه شهناز در دبی (آلبوم تصویری انتشار یافته توسط شرکت دل‌آواز)

## افزایش تعداد نوازندگان
به گفته مجید درخشانی، سرپرست گروه شهناز، این گروه به منظور بالا بردن حجم صدای ارکستر و در نهایت صدادهی مناسب گروه، با گذشت زمان بر تعداد نوازندگان خود افزوده‌است.

## کنسرت‌ها
اجرای کنسرت در کشورهای اروپایی، ایالات متحده آمریکا و دیگر کشورها از فعالیت‌های این گروه بوده‌است. یکی از کنسرت‌های گروه شهناز در یکی از کاخ‌های قدیمی لبنان با نام بیت‌الدین واقع در کوه‌های بیروت برگزار شد که در آن ملیت‌های مختلفی حضور داشتند.

## دعوت از بزرگان موسیقی
مجید درخشانی از طرح جدید گروه شهناز مبنی بر دعوت از بزرگان موسیقی جهت همراهی و اجرای آثارشان در گروه خبر داده‌است. دعوت از بزرگان موسیقی به منظور اجرای آثارشان و همراهی در اجرای کنسرت‌ها از برنامه‌ریزی‌های این گروه است.